# Palais de justice d'Helsinki
Le palais de justice d'Helsinki (en finnois : Helsingin oikeustalo) est un bâtiment construit dans la section Ruoholahti du quartier de Länsisatama à Helsinki en Finlande.

## Présentation
Le palais de justice d'Helsinki se trouve à côté du pont Lauttasaari, au nord de Porkkalankatu.  
Le palais abrite le tribunal de district d'Helsinki, le bureau du procureur du district d'Helsinki et bureau d'aide juridique d'Helsinki. La cour d'appel d'Helsinki exerce ses activités dans le bâtiment de l'aile en bord de mer.

## Histoire
Le bâtiment est conçu par l’architecte Väinö Vähäkallio et construit de 1937 à 1940, en tant qu’usine, siège et entrepôt central d’Oy Alkoholiliike Ab. Il est agrandi en 1956 et utilisé par Alko et sa filiale Altia jusqu'au début des années 2000.
Le bâtiment est rénové en 2004 sous la supervision du museovirasto] pour y installer le palais de justice d'Helsinki. La rénovation est conçue par Tuomo Siitonen. Le travail a reçu le prix de l'ouvrage en béton de l'année pour sa conception architecturale et structurelle. Le bâtiment est protégé par un plan d'urbanisme.
Un tunnel souterrain, à environ 25 mètres de profondeur, relie le palais de justice  du centre commercial de Ruoholahti. Le tunnel remonte à l'ère d'Alko, lorsque l'alcool était transporté dans l'entrepôt d'Alko. Aujourd'hui, le tunnel sert d'abri.

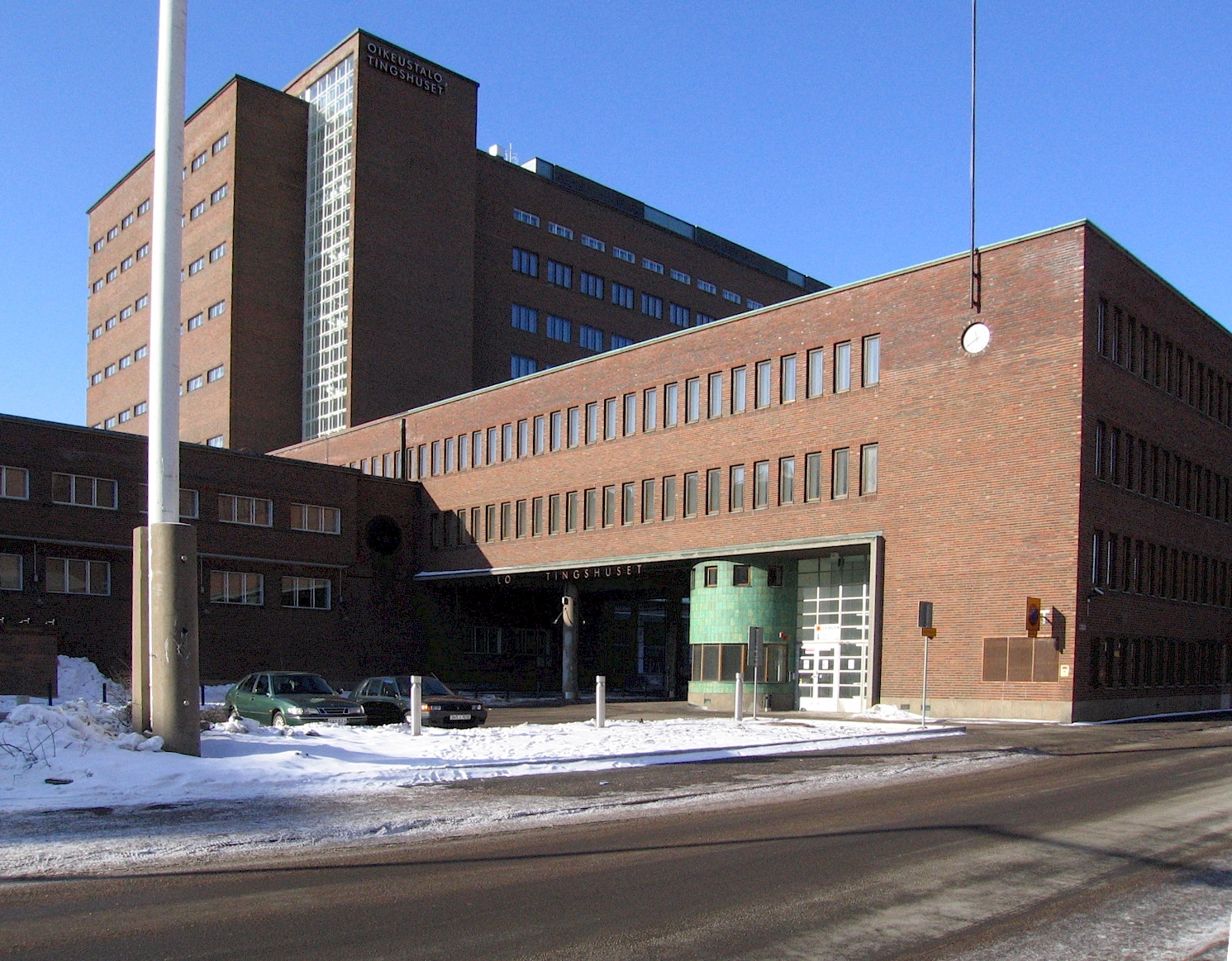
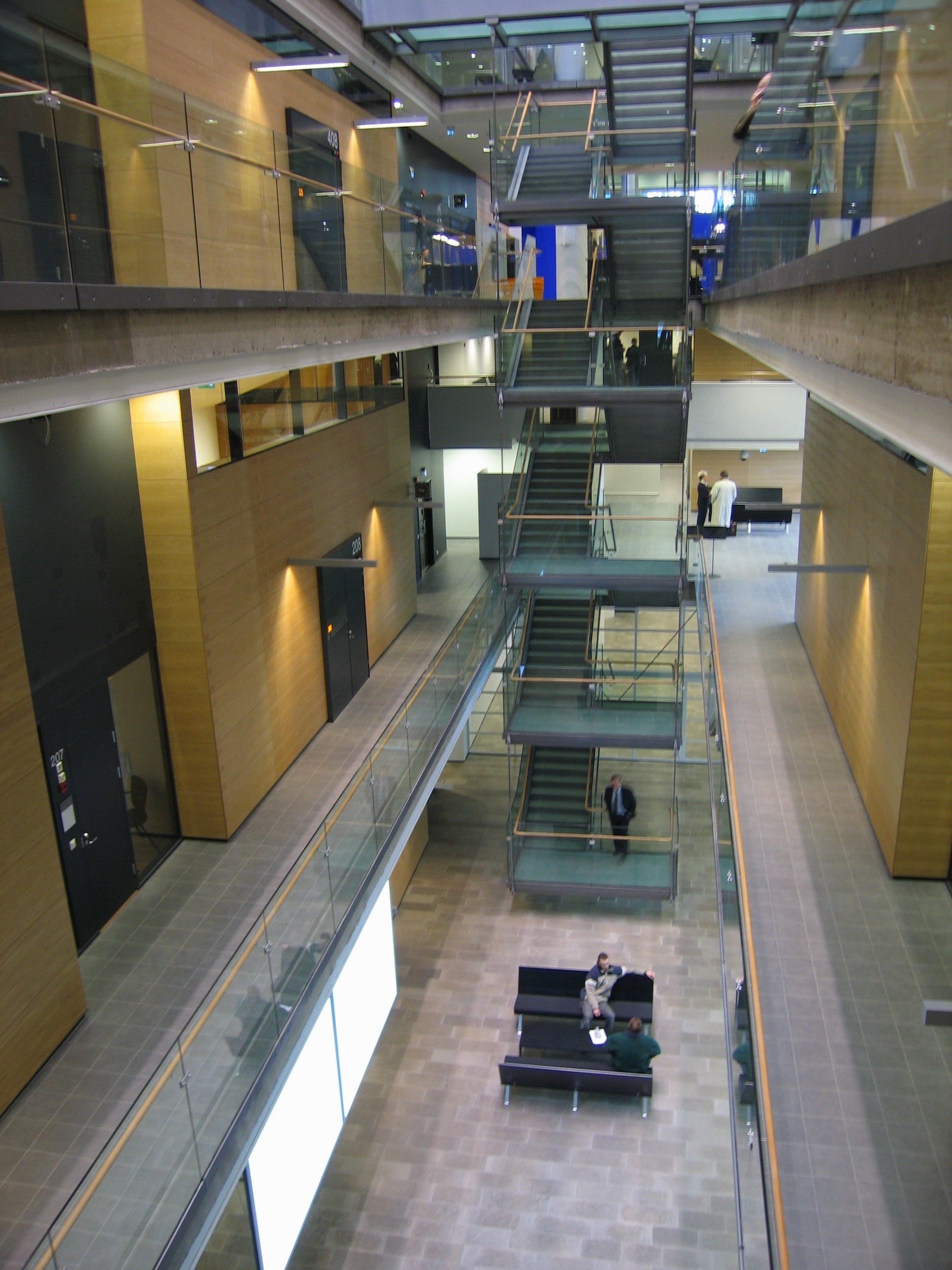
Intérieur de la cour d'Helsinki.
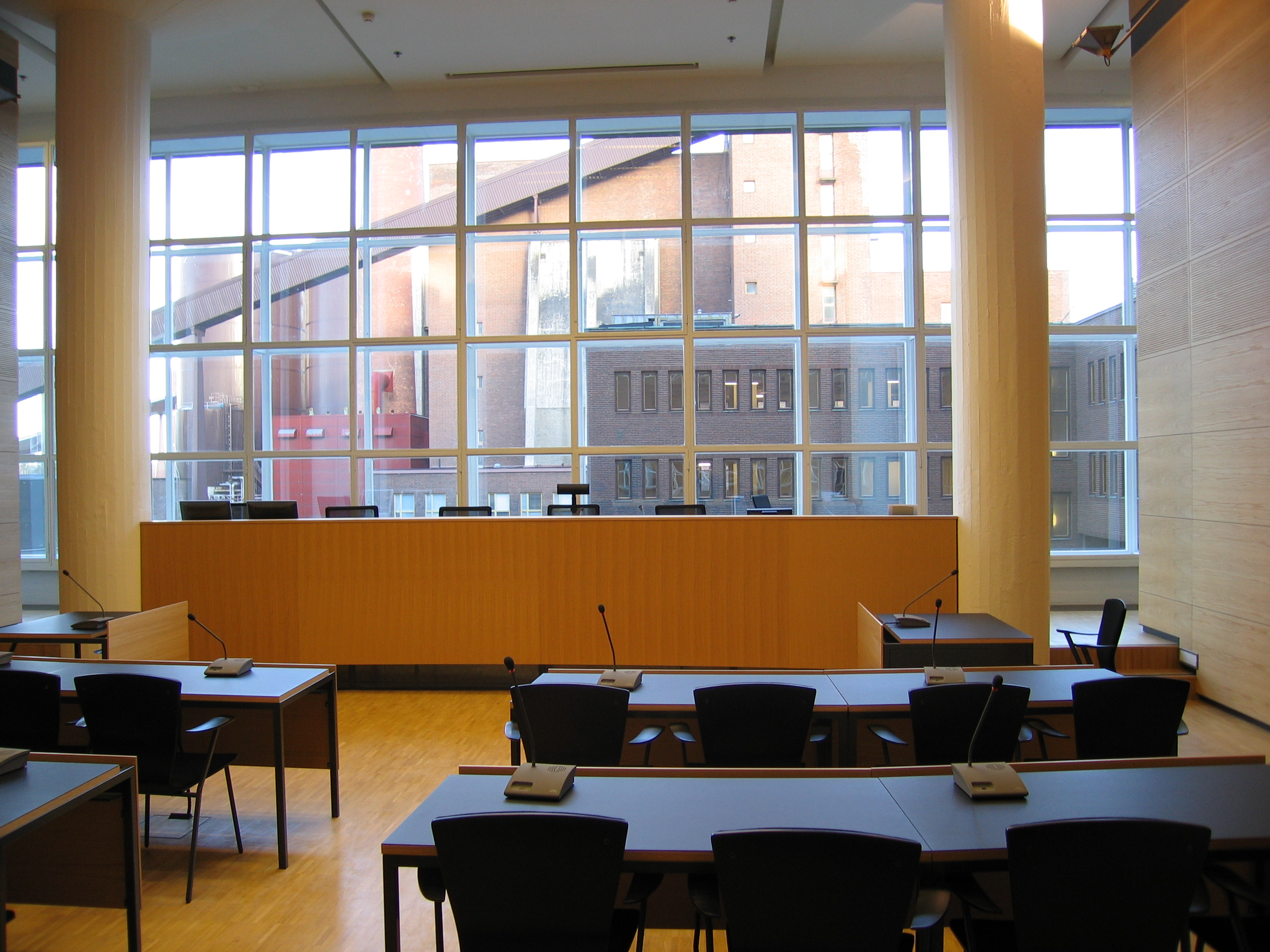
Salle d'audience.